# NGC 5101
NGC 5101 (również PGC 46661 lub UGCA 351) – galaktyka soczewkowata znajdująca się w gwiazdozbiorze Hydry. Została odkryta 28 marca 1786 roku przez Williama Herschela.
W galaktyce tej zaobserwowano supernową SN 1986B.